# Glâmboaca, Sibiu

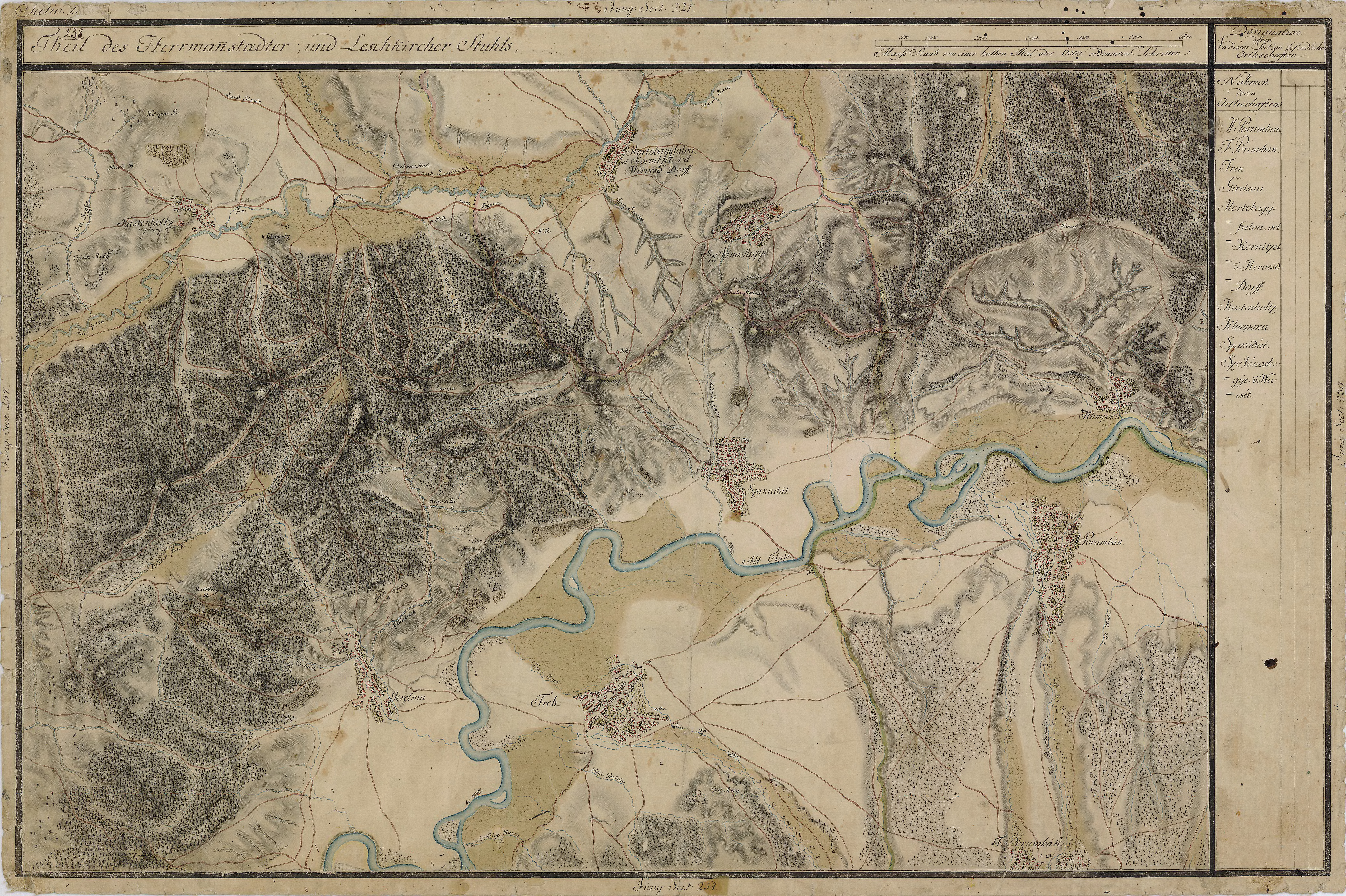
Glâmboaca în Harta Iosefină a Transilvaniei, 1769-1773

Glâmboaca mai demult Glămboaca, Glîmbocata (în dialectul săsesc Honerbich, în germană Hühnerbach, Honnerbach, în maghiară Glimboka) este un sat ce aparține orașului Avrig din județul Sibiu, Transilvania, România.

## Imagini

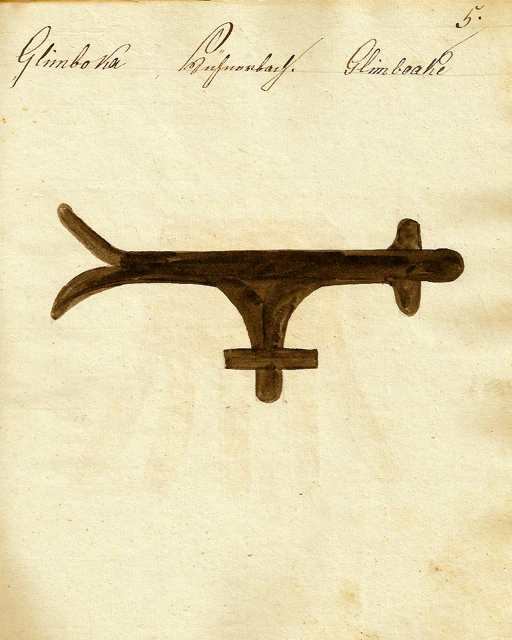
1826 - Danga pentru vitele din Glâmboaca
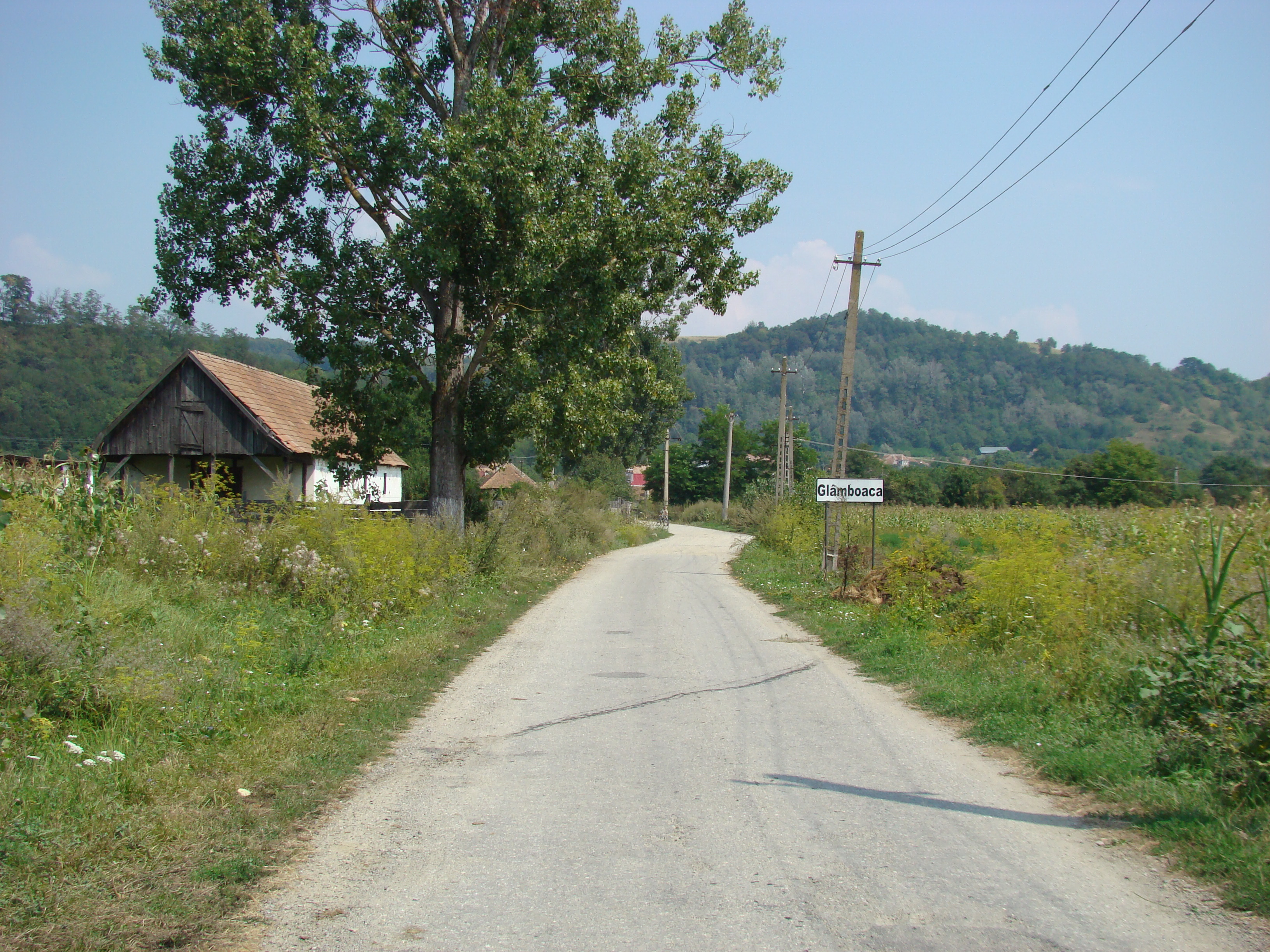
Intrarea în localitate
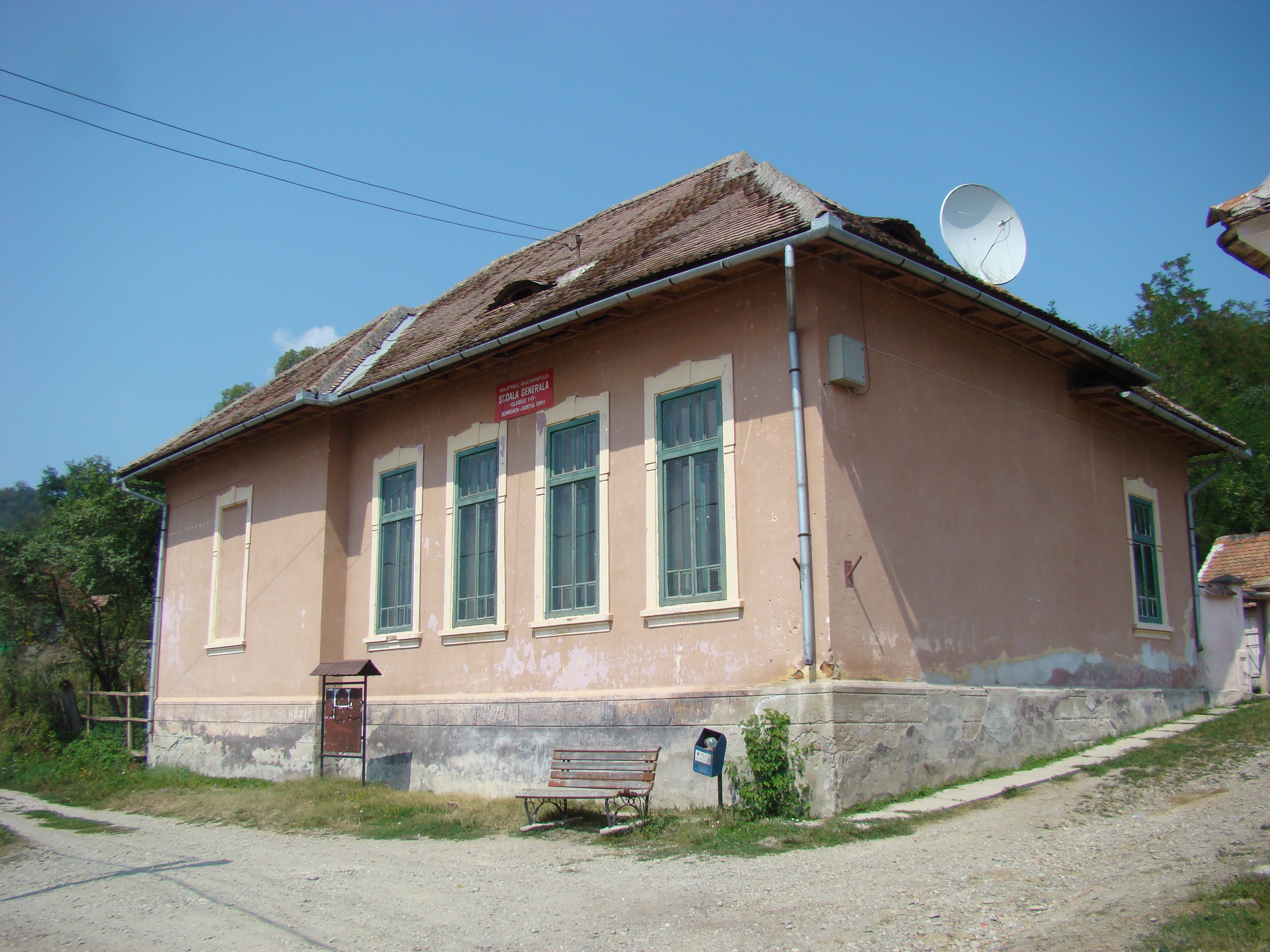
Școala generală
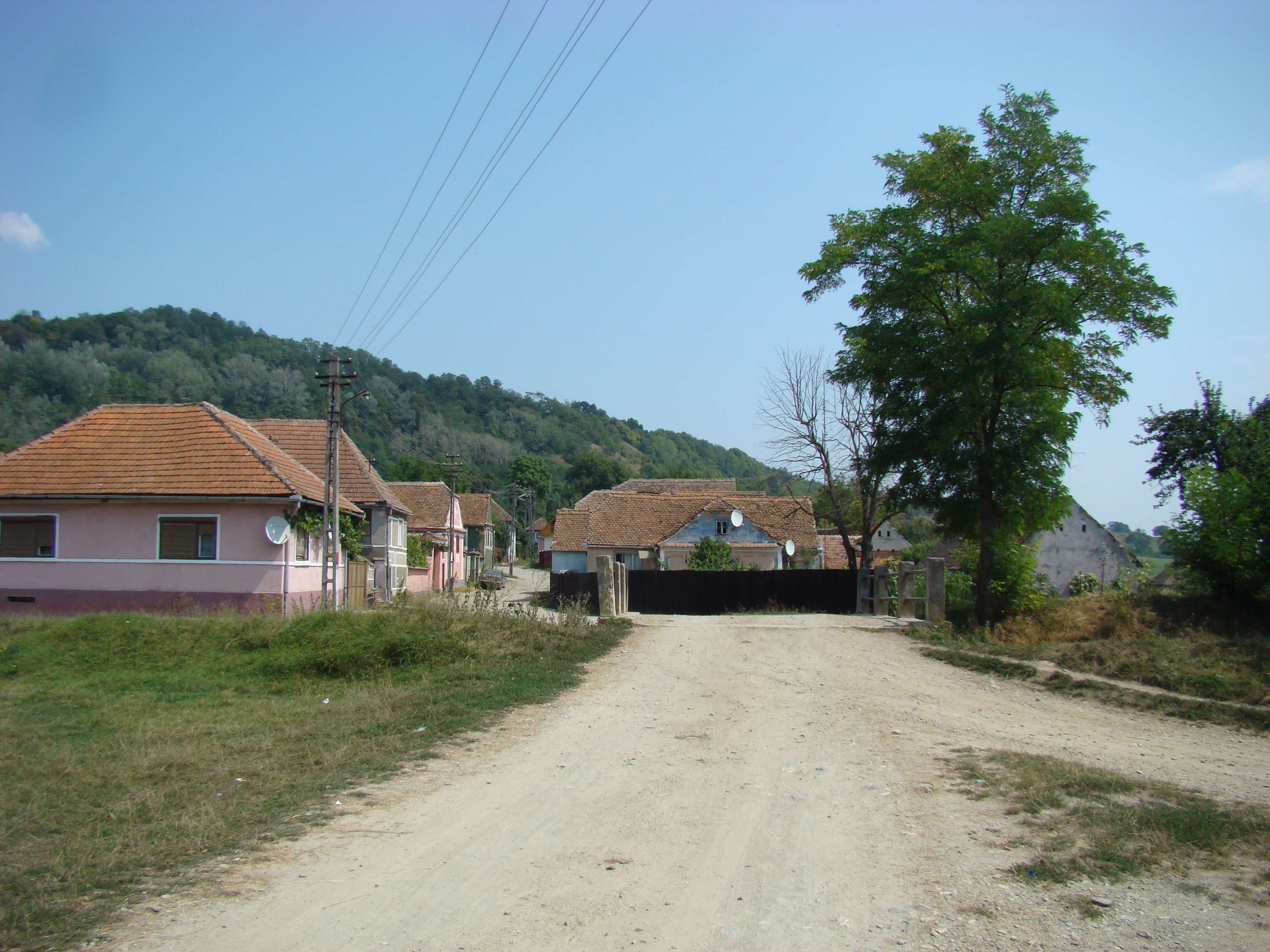
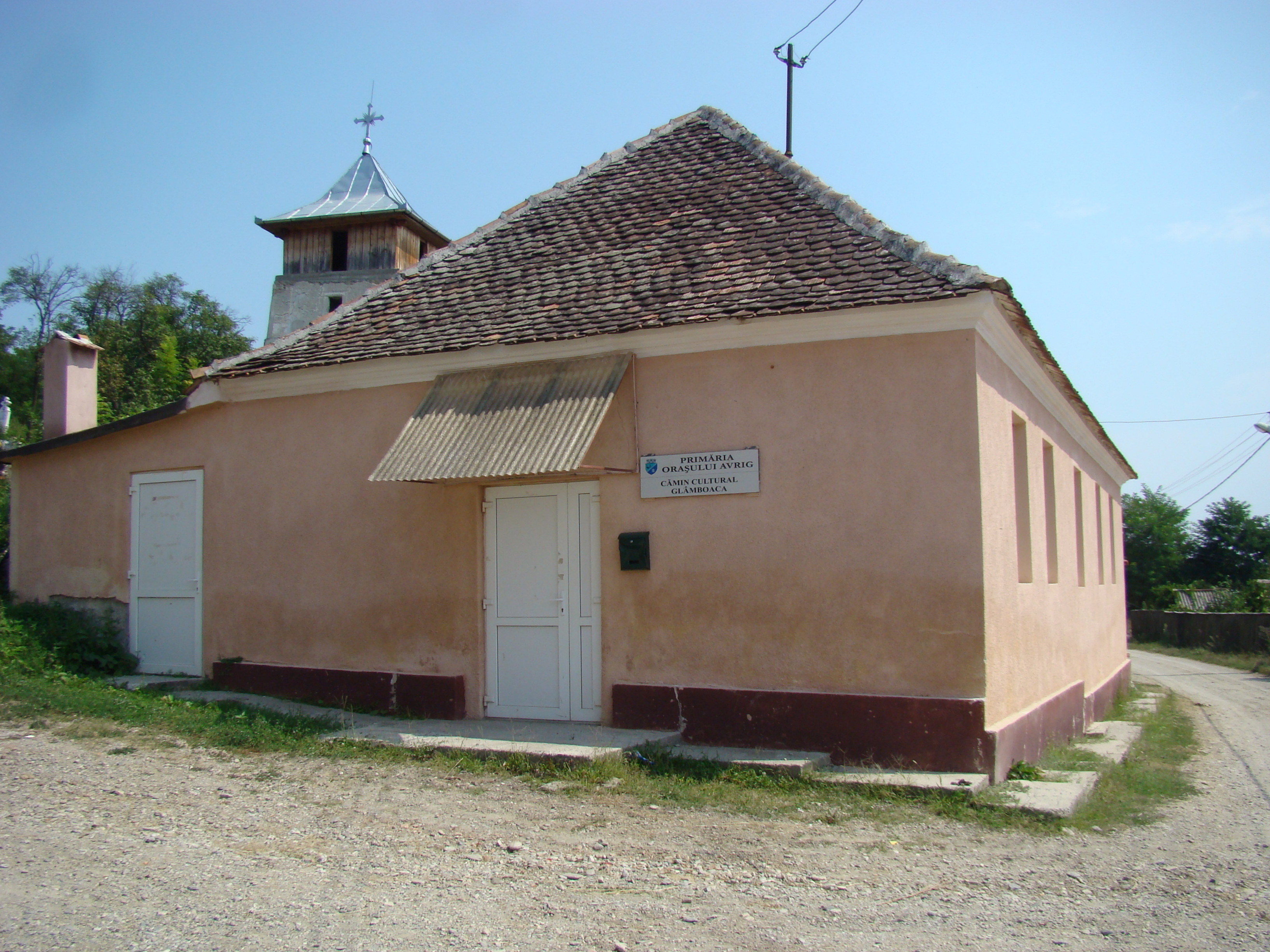
Căminul cultural
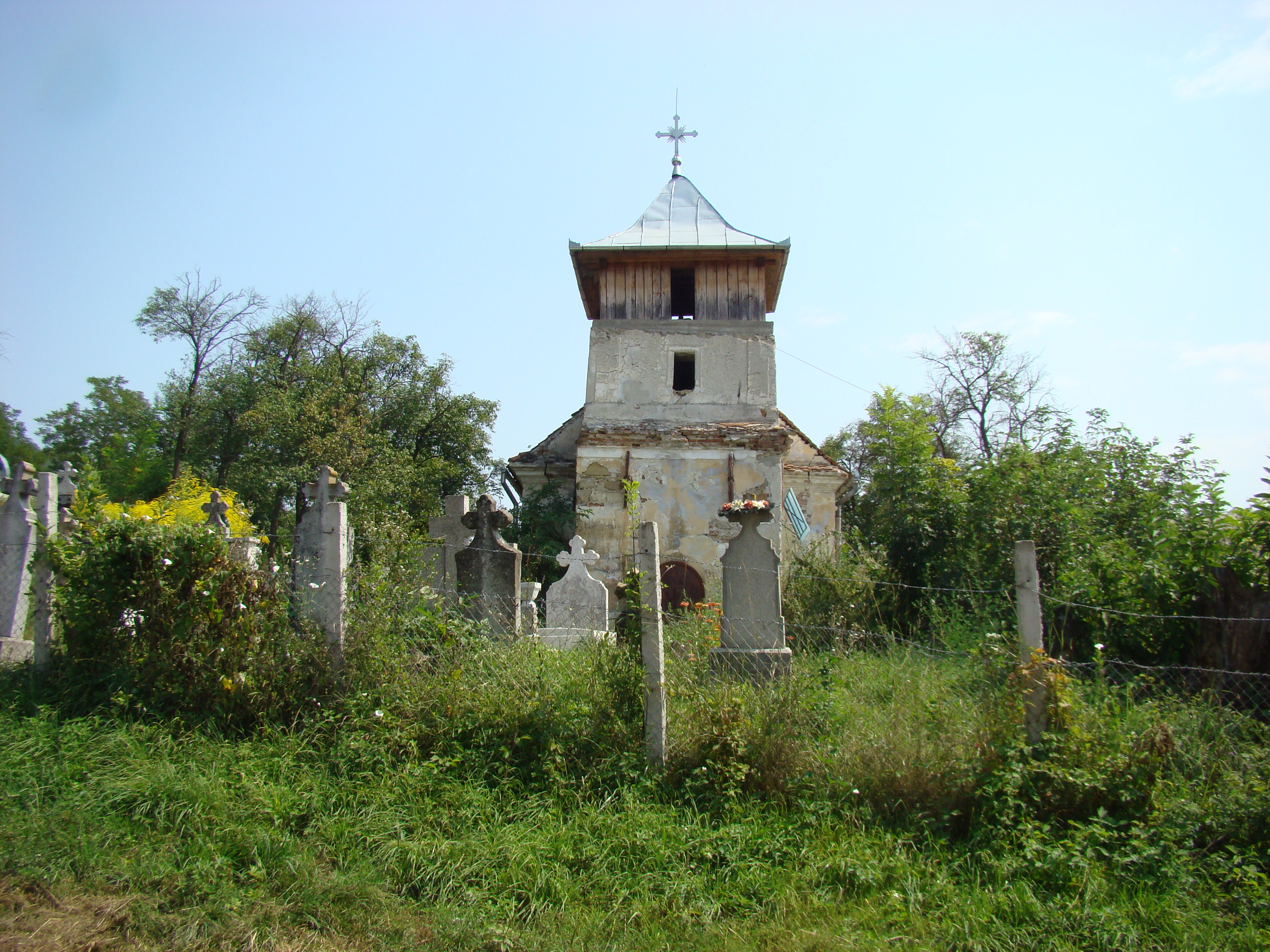
Biserica „Cuvioasa Parascheva”
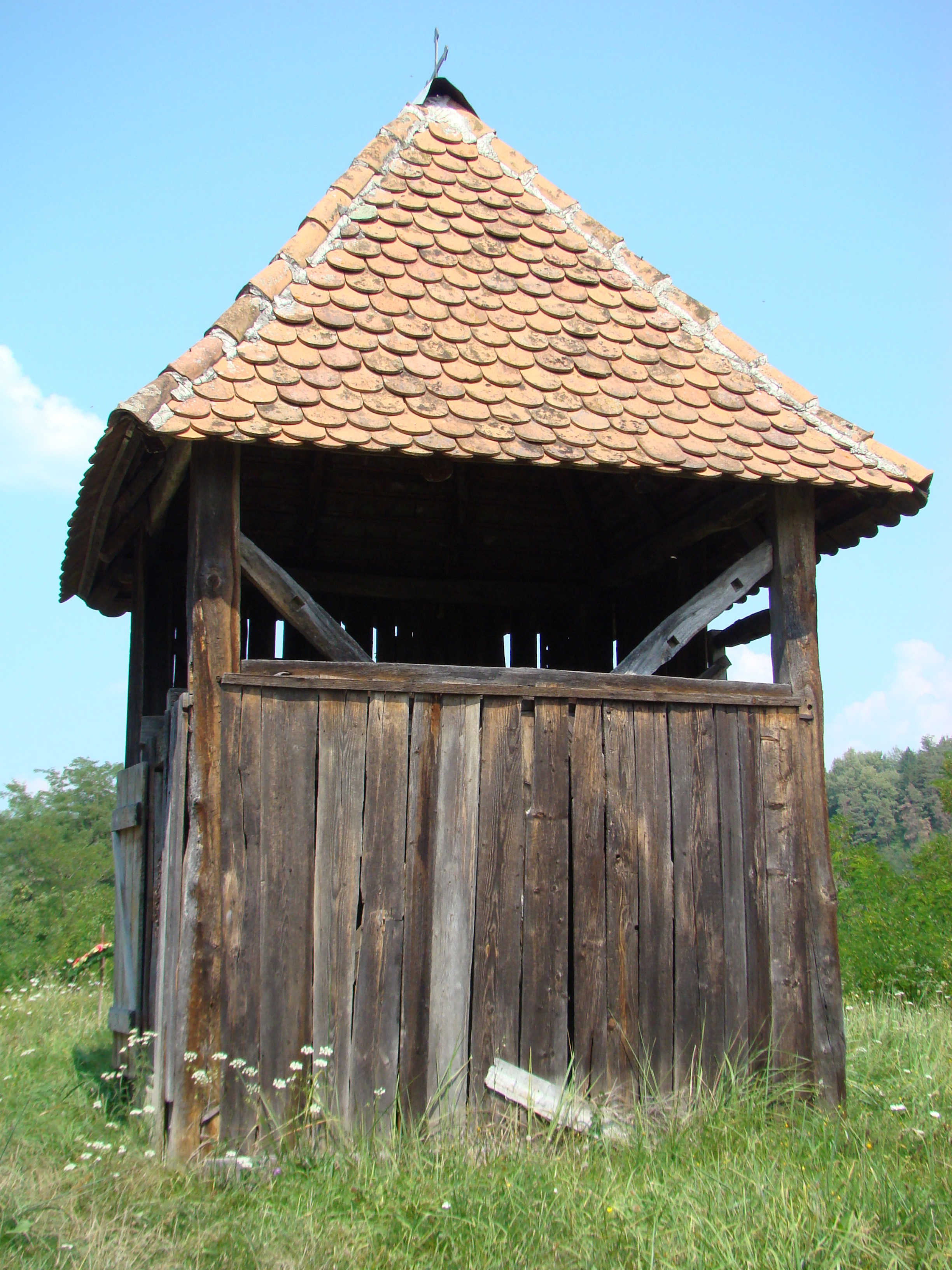
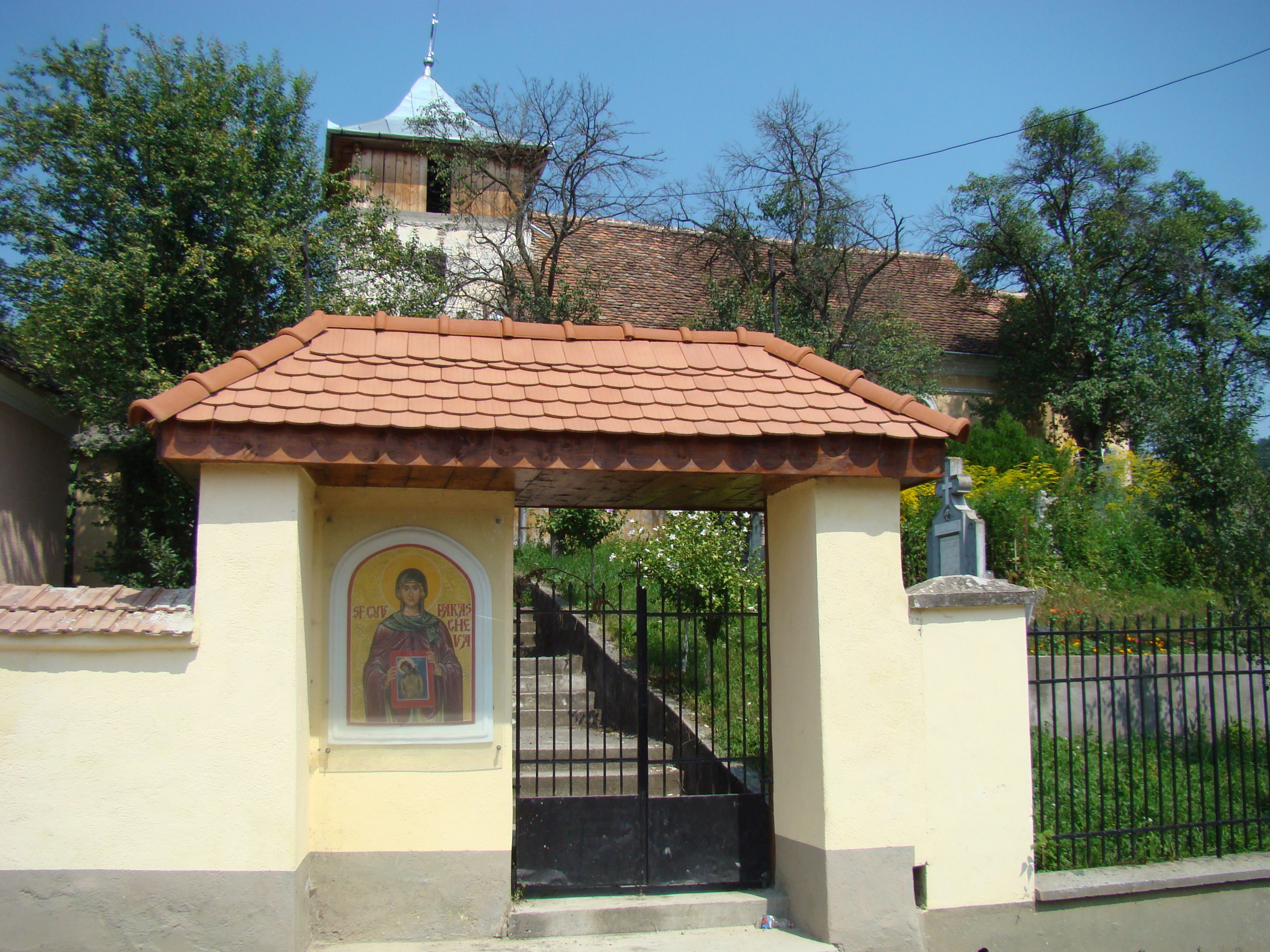
Poarta bisericii
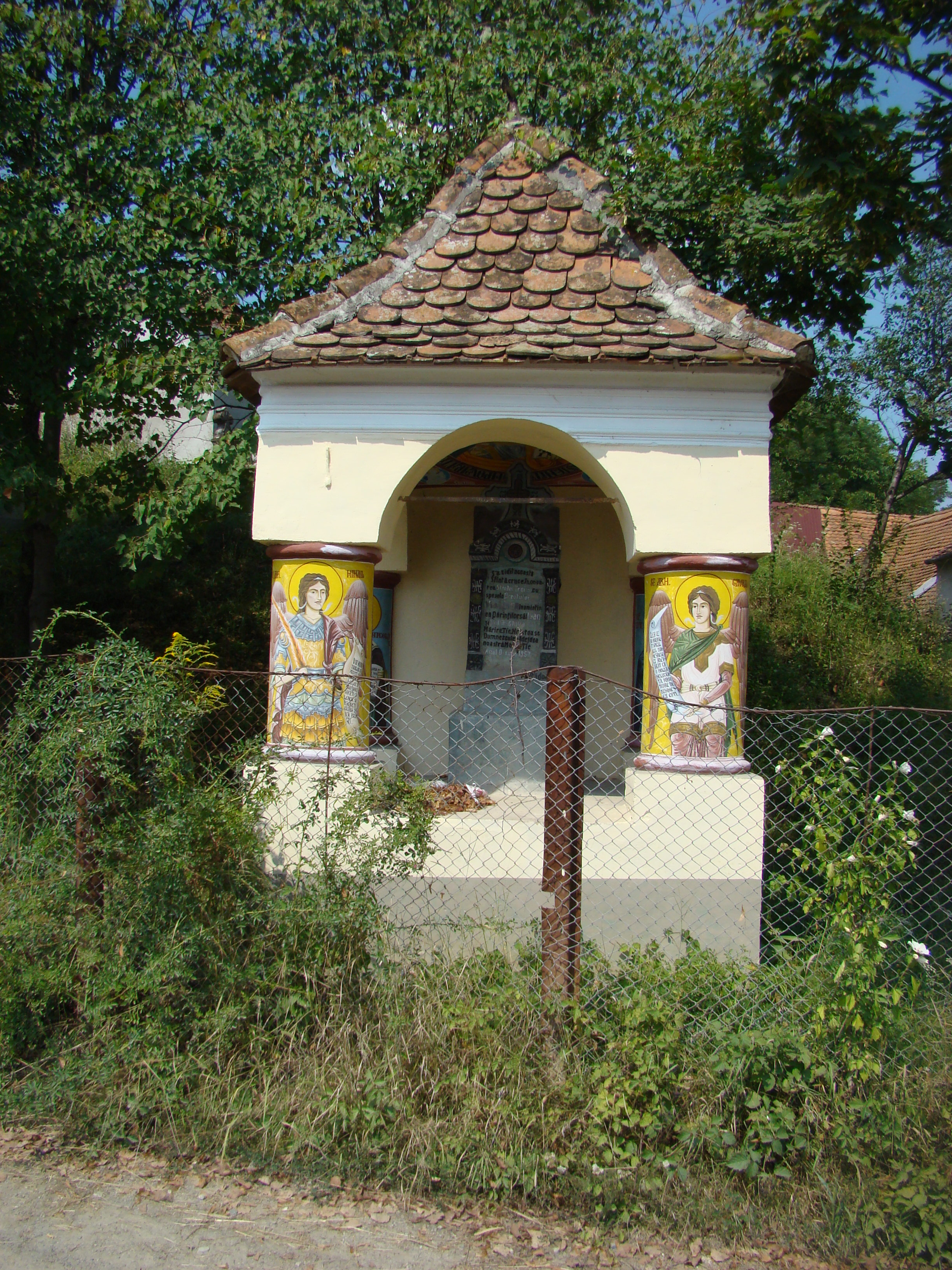
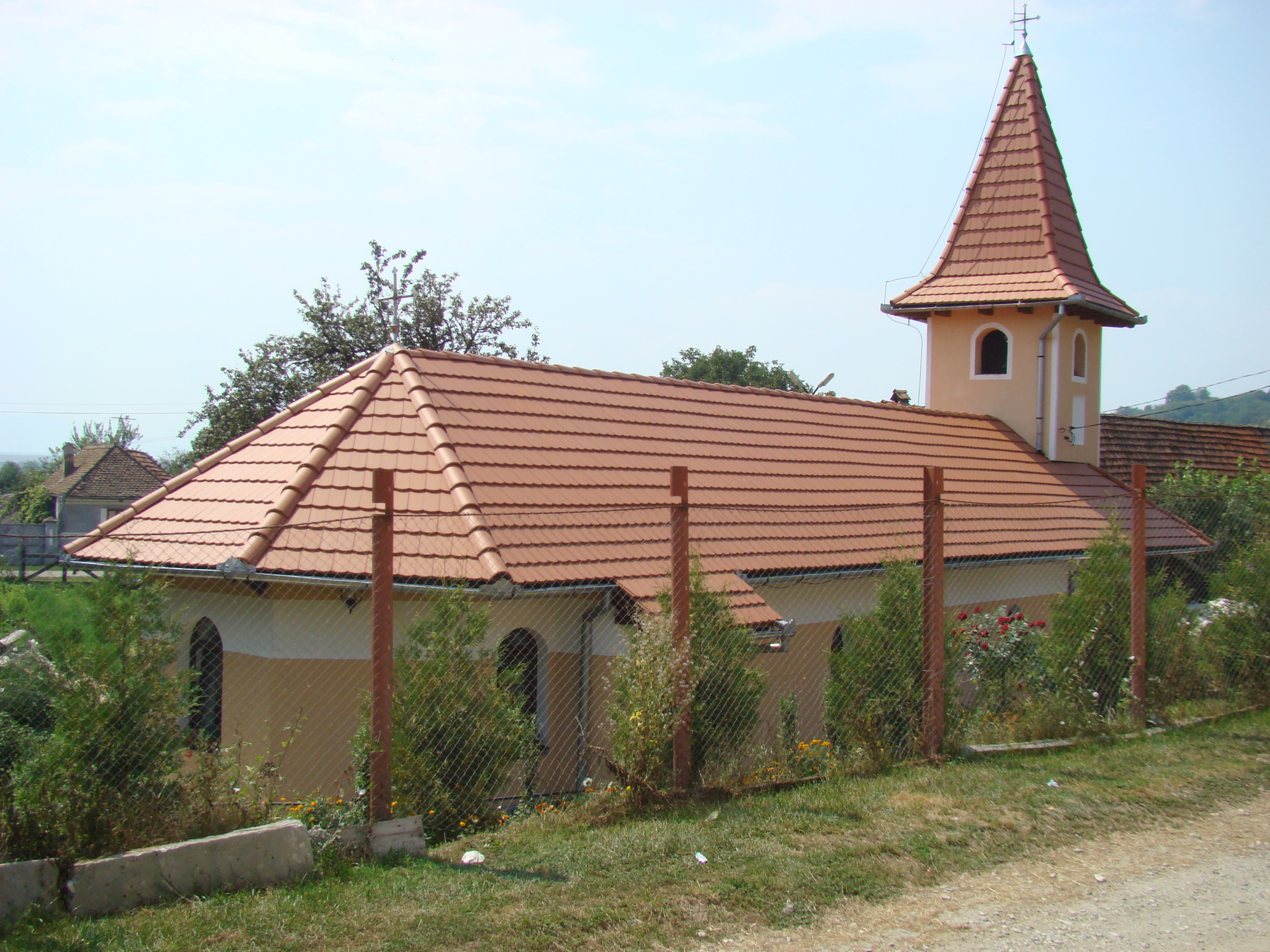
Biserica „Sfântul Nicolae”
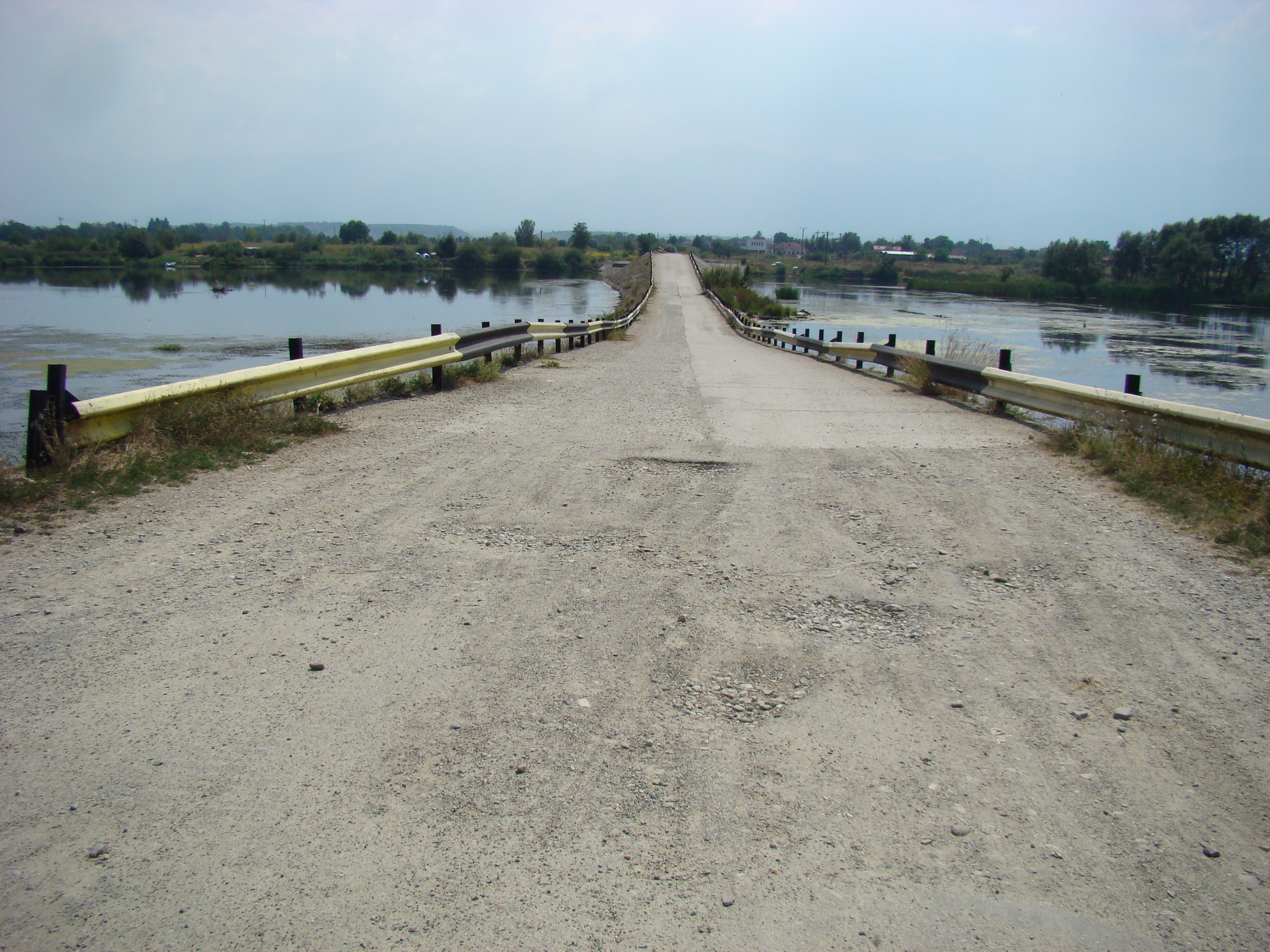
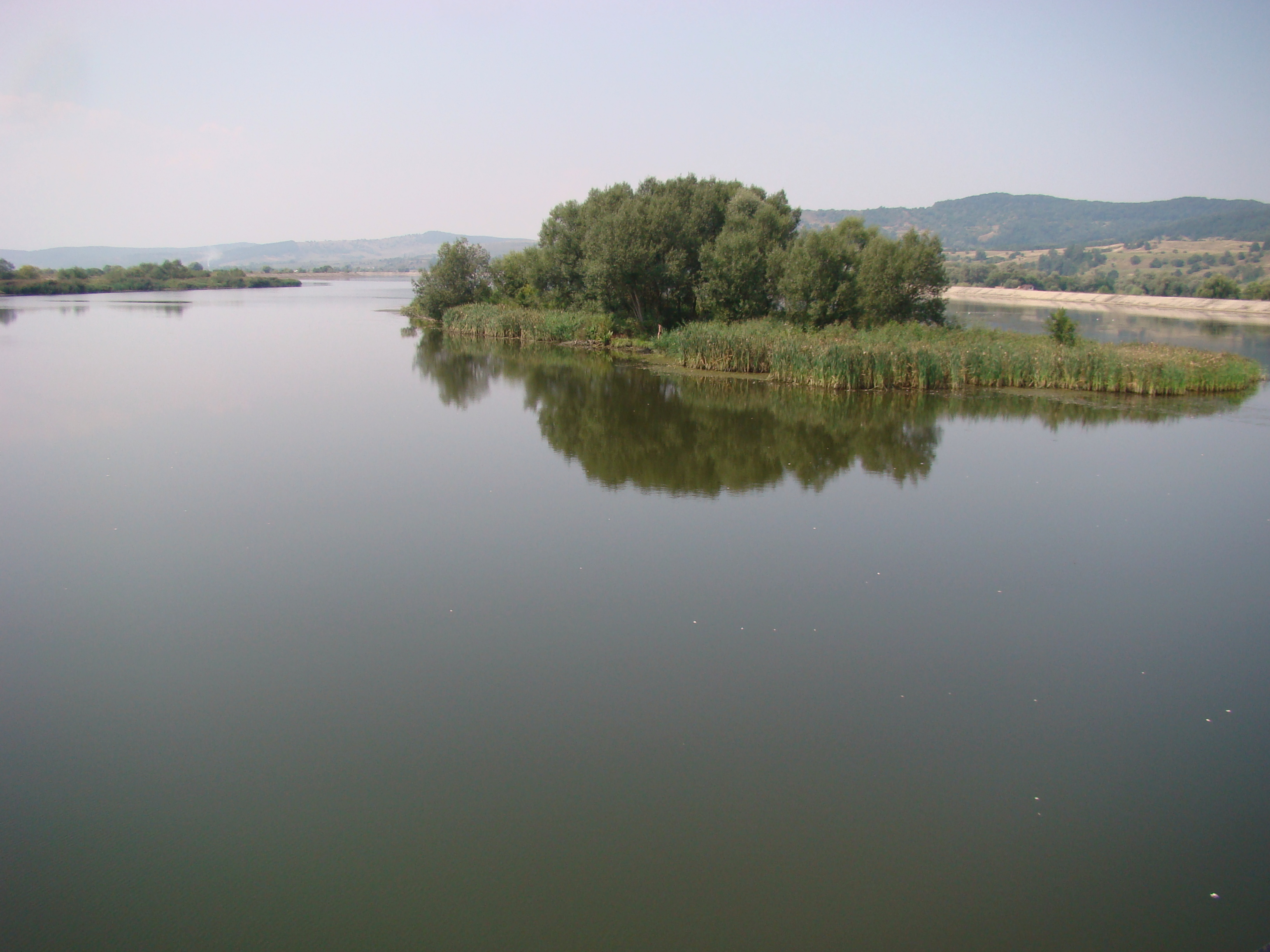

## Demografie
| Glâmboaca, Sibiu - evoluția demografică \| \| Graficele sunt indisponibile din cauza unor probleme tehnice. Mai multe informații se găsesc la Phabricator și la wiki-ul MediaWiki. \| Date: Recensăminte sau birourile de statistică - grafică realizată de Wikipedia | |
| | Graficele sunt indisponibile din cauza unor probleme tehnice. Mai multe informații se găsesc la Phabricator și la wiki-ul MediaWiki. |